# Rio Camarajibe

Le rio Camarajibe est un cours d'eau brésilien qui baigne les États de l'Alagoas et du Pernambouc. Il est long de 14 kilomètres.